# Johannes Holler
Johannes Holler (* 1614 in Echternach; † 20. November 1671 in Trier) war ein deutscher römisch-katholischer Geistlicher, Weihbischof in Trier, Titularbischof in Azotus sowie Rektor der Universität Trier.

## Leben
Am 3. Juni 1636 wurde Johannes Holler für ein Kanonikat im Kollegiatstift St. Simeon in Trier präsentiert und absolvierte ein Studium des kanonischen Rechts an der Universität Trier. Am 2. August 1639 promovierte er zum  Doktor beider Rechte. Am 19. November 1641 leistete er den Diensteid als Professor für Kirchenrecht an der Universität, wurde dort am 2. Juni 1643 zum Dekan der juristischen Fakultät gewählt und übernahm am 5. Februar 1657 das Amt des Rektors der Universität Trier. 1664 wurde er Prokanzler. Im selben Jahr war er im Auftrag von Erzherzog Leopold Wilhelm von Österreich in Rom tätig und dort 1651 als Vertreter der Habsburgischen Regierung eingesetzt.
1652 wurde er zum Priester geweiht und am 10. September 1652 zum Dekan von St. Simeon in Trier gewählt. Dieses Amt übte er bis zu seinem Tode aus. 1654 wurde er zum Generalvikar und zum Offizial ernannt.
Am 27. August 1663 folgte die Ernennung zum Titularbischof von Azotus und Weihbischof in Trier. Am 1. Juli 1664 wurde er vom Erzbischof Karl Kaspar von der Leyen geweiht.
Holler wurde in der Unterkirche von St. Simeon bestattet.